# Massazza

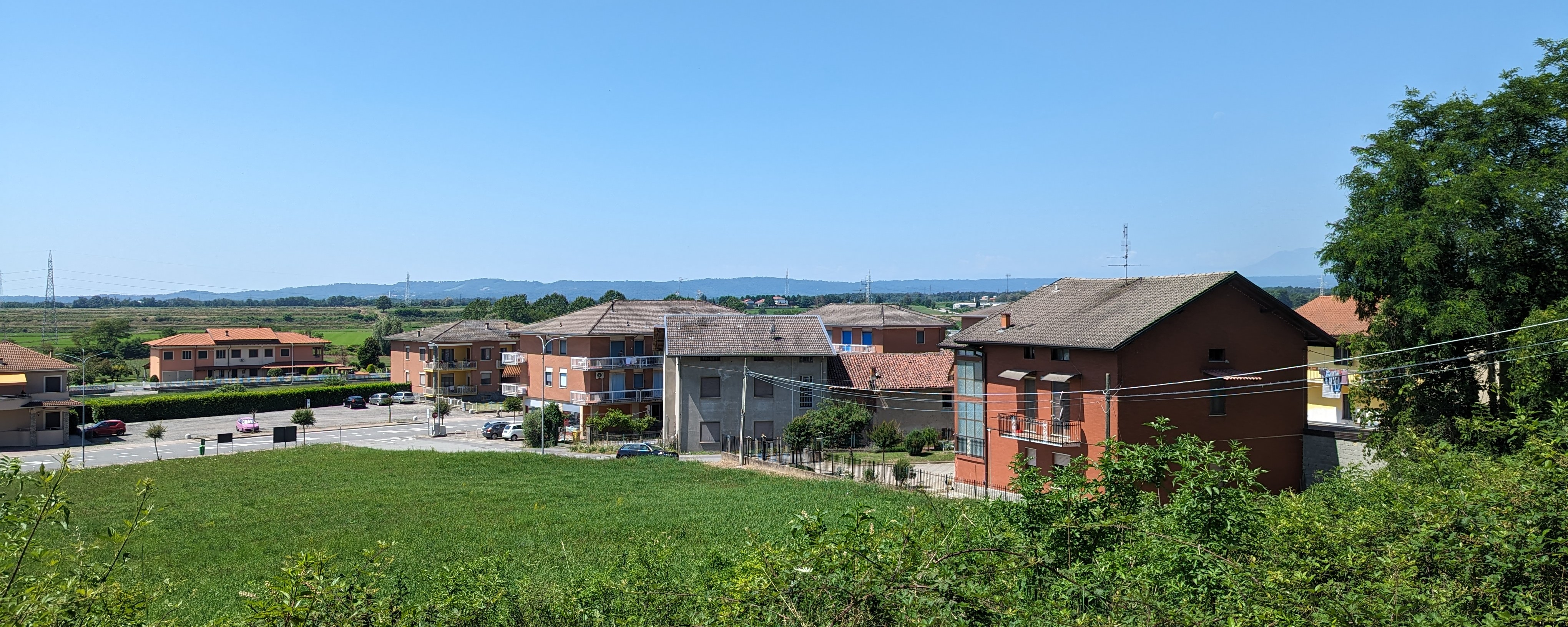
Panorama

Massazza ist eine Gemeinde mit 560 Einwohnern (Stand 31. Dezember 2023) in der italienischen Provinz Biella (BI), Region Piemont.
Nachbargemeinden sind Benna, Cossato, Mottalciata, Salussola, Verrone und Villanova Biellese.
Das Gemeindegebiet umfasst eine Fläche von 11 km².